# CSM Târgu Mureș (fotbal)
CSM Târgu Mureș are o echipă de fotbal care evoluează în Liga a IV-a Mureș.